# 962 a.C.

## Mortes
- Nuadu Finn Fáil - lendário.